# Medaile Suvorova
Medaile Suvorova (rusky Медаль Суворова) je státní vyznamenání Ruské federace založené roku 1994. Udílena je za odvahu během plnění služebních povinností či během výcviku.

## Historie
Medaile Suvorova byla založena dekretem prezidenta Ruské federace č. 442 O státních vyznamenáních Ruské federace ze dne 2. března 1994. Autorem vzhledu medaile je Zasloužilý umělec Ruské federace A. V. Baklanov. Vyznamenání bylo pojmenováno po ruském vojevůdci Alexandru Vasiljeviči Suvorovovi (1730–1800). Status medaile byl upraven dekretem prezidenta Ruské federace č. 1099 O opatřeních ke zlepšení systému státních vyznamenání Ruské federace ze dne 7. září 2010.
První medaile byla udělena v červenci 1995, kdy ji získali dva námořníci za služební nasazení v Čečensku.

## Pravidla udílení
Medaile se udílí vojákům za osobní odvahu a odvahu projevenou při obraně vlasti a státních zájmů Ruské federace při bojových operacích na souši, během bojové služby a bojové povinnosti, při účasti na cvičeních a manévrech při výkonu služby k ochraně státní hranice Ruské federace stejně jako za vynikající výkon při bojovém výcviku a polním cvičení. Medaile může být udělena i posmrtně. Zákon nestanovuje žádné výhody pro oceněné osoby.
V původním dekretu z roku 1994 byla udílena za osobní odvahu a odvahu prokázanou při obraně vlasti a státních zájmech Ruské federace, během vojenské služby a bojové služby, při cvičeních a manévrech, při výkonu služby na ochranu státní hranice, za vynikající výkon při bojovém výcviku a polním cvičení během vojenské služby.
Medaile se nosí nalevo na hrudi a v přítomnosti dalších ruských medailích se nachází za medailí Za odvahu. Od roku 2011 se pro zvláštní příležitosti a možnost každodenního nošení používá miniatura vyznamenání, která je pak umístěna po miniatuře medaile Za odvahu.

## Popis medaile
Medaile kulatého tvaru o průměru 32 mm je vyrobena ze stříbra. Na přední straně je podobizna A. V. Suvorova z profilu. Při vnějším okraji medaile je nápis v cyrilici АЛЕКСАНДР СУВОРОВ. Ve spodní části jsou vavřínové větvičky. Na zadní straně je zkřížený kord se šavlí a pod ním sériové číslo medaile.
Medaile je připojena pomocí jednoduchého kroužku ke kovové destičce ve tvaru pětiúhelníku potažené hedvábnou stuhou z moaré širokou 24 mm. Stuha je červená se zelenými proužky širokými 3 mm lemujícími oba okraje.